# Schisandra chinensis
Schisandra chinensis (Fjärilsranka) är en tvåhjärtbladig växtart som först beskrevs av Porphir Kiril Nicolai Stepanowitsch Turczaninow, och fick sitt nu gällande latinska namn av Henri Ernest Baillon. Schisandra chinensis ingår i släktet Schisandra och familjen Schisandraceae. Inga underarter finns listade.